# Emgeton

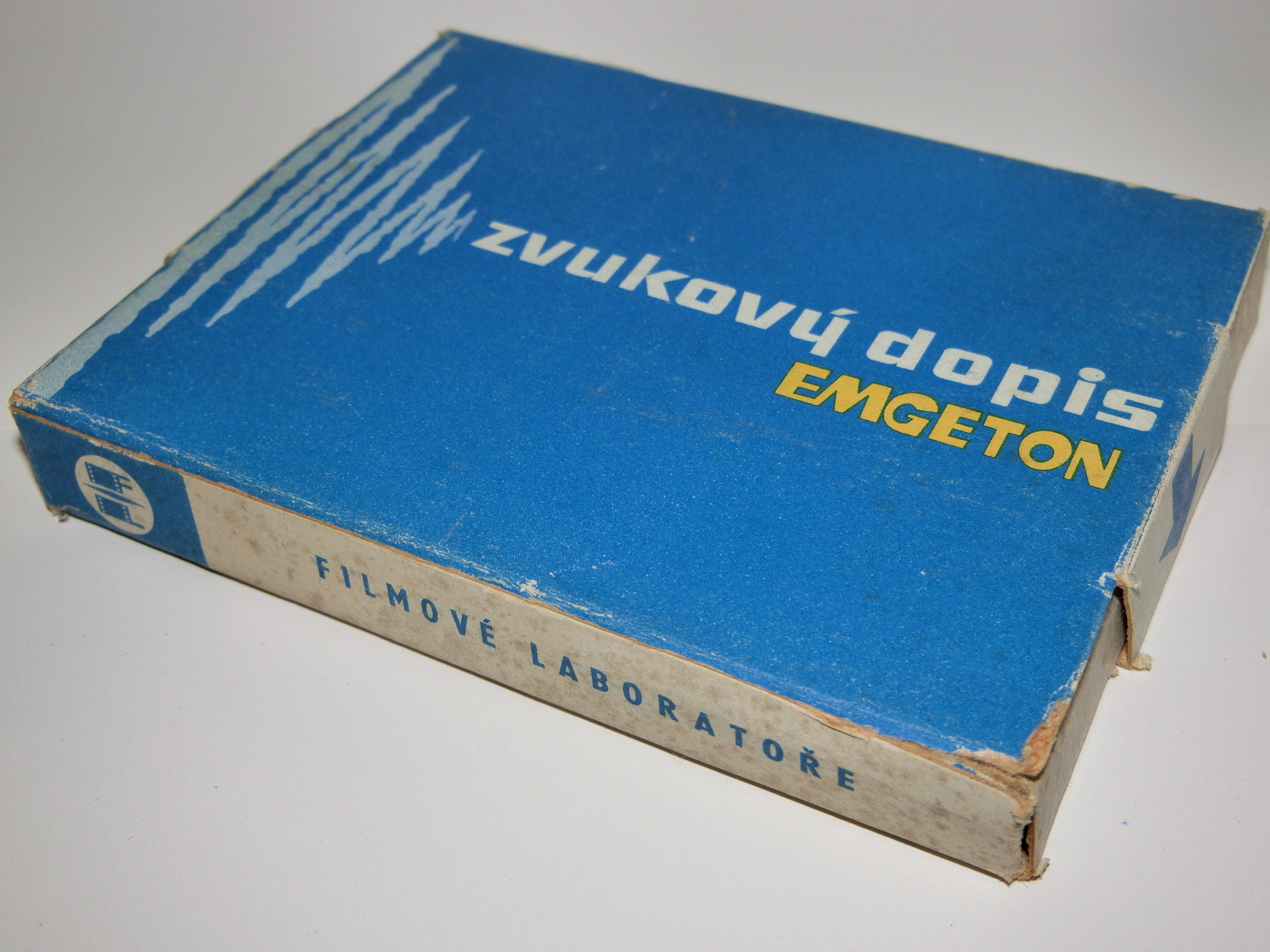
Vrchní strana potištěné papírové krabičky určené pro 7.5cm cívky. V levé spodní části lze vidět logo Filmových laboratoří Barrandov.

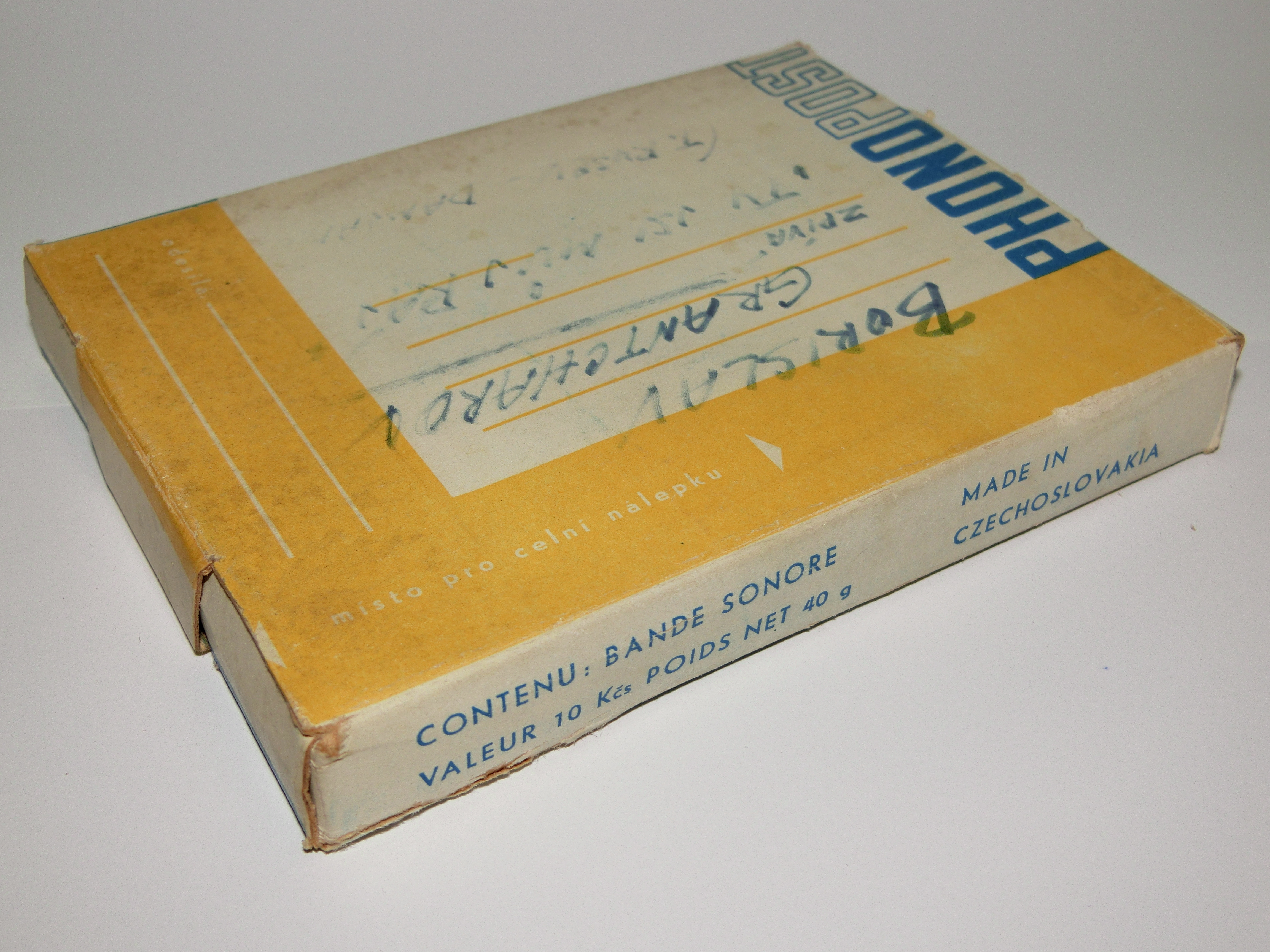
Spodní strana potištěné papírové krabičky určené pro 7.5cm cívky. V levé spodní části lze vidět francouzsky napsaný text "Obsah: Zvukový pásek / Hodnota 10 Kčs Čistá hmotnost 40 g".

Emgeton je česká značka výrobků z oblasti digitálních technologií. Byla založena roku 1951 a v té době patřila podniku Československý filmový průmysl. Mezi její nejznámější výrobky na českém trhu patří krom klasických magnetofonových pásek a disket také kompaktní disky a zejména audiokazety, které byly oproti tehdejší konkurenci (z černého trhu, např. Sony) mnohem robustnější, esteticky méně zajímavé, ale výrazně levnější[zdroj?] a proto velmi využívané. Výrobky byly vyráběny v odštěpném závodě Filmových laboratoří Barrandov sídlícím v Gottwaldově (nynější Zlín). Značku Emgeton vlastnily Filmové laboratoře Barrandov.

## Současné výrobky
- MP3 přehrávače
  - Emgeton MiniMax3
  - Emgeton E2 Cult
  - Emgeton Cult M1
  - Emgeton Cult X5
  - Emgeton E5 Cult
  - Emgeton iCool Teenage
  - Emgeton Meizu X2
  - Emgeton Meizu X6

ad.
- Mobilní telefony
  - Emgeton Flexaret Mini